# Fate Norris
Fate Norris, geboren als Singleton LaFayette Norris (Resaca, 1878 - Subligna (Georgia), 11 november 1944), was een Amerikaanse old-time-muzikant en van 1925 tot 1931 lid van de stringband The Skillet Lickers.

## Jeugd
Norris was het oudste lid van The Skillet Lickers. Over zijn jeugd is zeer weinig bekend en muzikale invloeden zijn in zijn geheel niet bekend. Tot aan het begin van de 20e eeuw verdiende Norris zijn levensonderhoud als boerderijknecht en daarna verdiende hij zijn geld als professionele muzikant. Hij was getrouwd met Elizabeth en had met haar een dochter, Mable.
Zijn eerste vermelding als muzikant kreeg Norris, toen hij in juli 1912 deelnam aan een Fiddlers Contest in Lawrenceville. Volgens berichten zou Norris ook rond 1909 in Resaca hebben samen gespeeld met Bud Landress en Bill Chitwood, twee leden van de Georgia Yellow Hammers. In ieder geval reisde Norris rond met verschillende medicine shows, waarbij hij verschillende komische talenten ontwikkelde als Blackface Comedian en buikspreker. Ook tijdens deze periode valt de oprichting van zijn one man band.

## Carrière
In 1926 was Norris een van de medeoprichters van The Skillet Lickers. Met deze band nam hij de volgende vier jaar ongeveer 80 stukken op, maar verdween in 1930 zonder enige reden uit de bezetting. Met de fiddler Clayton McMichen had hij in deze periode vaak meningsverschillen. McMichen had een voorliefde voor jazz en experimenteerde met een samenstelling van oude old-time muziek en de stadse swing en jazz-elementen, terwijl Norris in vergelijking daarvan vasthield aan de traditionele old-time muziek. Op de meeste opnamen van de band is Norris echter door de slechte techniek en zijn manier van spelen nauwelijks te horen.
Tijdens het midden van de jaren 1920 maakte Norris ook enkele platen onder zijn eigen naam voor Columbia Records. Zijn achtergrondband The Playboys of The Tanner Boys, bestond uit Gid Tanner, Arthur Tanner, Clayton McMichen en Riley Puckett.

## Overlijden
Fate Norris overleed in 1944 op 66-jarige leeftijd op het podium van het March of Dimes-benefietconcert in Sublinga.

## Discografie
Columbia Records
- ####: New Dixie / I Don't Reckon That'll Happen Again (& The Tanner Boys)
- ####: Everyday Will Be Sunday By And By / Please Do Not Get Offended (& Gid Tanner)
- ####: Johnny Get Your Gun / Roll 'Em On The Ground (& The Playboys)

Columbia Records (niet gepubliceerd)
- 1926: Hungry Hash House

- International Standard Name Identifier: 0000 0000 3761 2562
- Library of Congress Control Number: n2005028454
- MusicBrainz: 75c5c3d3-5895-4f82-9779-d886a893d730
- Virtual International Authority File: 16631900
- WorldCat: E39PBJkMJt7HmbrMGjJhWbPCwC